# Neon Genesis Evangelion
Neon Genesis Evangelion (新世紀エヴァンゲリオン, Shin Seiki Evangerion) је јапанска аниме серија које је почела да се емитује у октобру 1995. Серија је освојила неколико важних награда за анимацију. Серију је створио студио Гaјнакс (Gainax), а сценарио је написао Хидеаки Ано. Копродуценти су били ТВ Токио и Нихон Ад Системс.
Neon Genesis Evangelion је апокалиптична мека акциона серија чија се прича одвија око парамилитарне организације Нерв која се бори против Анђела, чудовишних бића. У тој борби Нерв користи џиновске роботе зване Евангелиони, којима управљају одабрани тинејџери, који су и главни протагонисти серије. Серија прати живот тих тинејџера и осталих припадника организације Нерв.
Догађаји из серије се односе на јудео-хришћанске симболе из Прве књиге Мојсијеве и библијских апокрифних списа. Касније епизоде пребацују пажњу на психоанализу главних ликова, који пате од разних емоционалних проблема и душевних болести. Хидеаки Ано је боловао од депресије пре него што је почео са радом на серији, па су психолошки аспекти серије засновани на његовим искуствима у савладавању болести.